# استفن مارتین
استفن مارتین (انگلیسی: Stephen Alexander Martin؛ زادهٔ ۱۳ آوریل ۱۹۵۹) بازیکن هاکی روی چمن زاده ایرلند و اهل بریتانیا است.
وی در مسابقات کشوری و بین‌المللی در مجموع برندهٔ ۱ مدال طلا، ۱ مدال برنز شده‌است.

## سوابق و افتخارات
او بازیکن سابق هاکی روی چمن از ایرلند شمالی است که هم نماینده ایرلند و هم بریتانیای کبیر در سطح بین‌المللی بود. او بین سال‌های ۱۹۸۰ تا ۱۹۹۱، ۱۳۵ بازی برای تیم بزرگسالان ایرلند انجام داد. او همچنین کاپیتان تیم ایرلند بود. او نماینده ایرلند در مسابقات قهرمانی ملت‌های یورو هاکی در سال‌های ۱۹۸۳، ۱۹۸۷ و ۱۹۹۱ و در جام جهانی هاکی مردان ۱۹۹۰ بود. مارتین بین سال‌های ۱۹۸۳ و ۱۹۹۲ نیز ۹۴ بازی برای تیم بزرگسالان بریتانیا انجام داد. او نماینده بریتانیا در بازی‌های المپیک تابستانی ۱۹۸۴، ۱۹۸۸ و ۱۹۹۲ بود و مدال برنز در سال ۱۹۸۴ و مدال طلا در سال ۱۹۸۸ به دست آورد. در سال ۱۹۹۴ مدرک MBE به او اعطا شد. در سال ۲۰۰۱ به او دکترای افتخاری از دانشگاه اولستر اعطا شد. در سال ۲۰۱۱ مارتین به تالار مشاهیر انجمن هاکی ایرلند راه یافت. مارتین پس از بازنشستگی به عنوان یک بازیکن هاکی روی چمن، یک مدیر ورزشی شد. بین سال‌های ۱۹۹۸ و ۲۰۰۵ او به عنوان معاون رئیس اجرایی انجمن المپیک بریتانیا خدمت کرد و بین سال‌های ۲۰۰۶ تا ۲۰۱۸ به عنوان مدیر اجرایی شورای المپیک ایرلند خدمت کرد. en:Stephen Martin (field hockey)#cite note-belfasttelegraph190918-1 en:Stephen Martin (field hockey)#cite note-turtlebunbury-2 او اکنون کسب و کار مشاوره رهبری و مدیریت خود را اداره می‌کند و مشاور همکار در لین ۴ است. en:Stephen Martin (field hockey)#cite note-linkedinsmartin-3